# Yuntai, Chongqing
Yuntai (kinesiska: 云台, 云台镇) är en köping i sydvästra Kina. Den ligger i stadsdistriktet Changshou i storstadsområdet Chongqing, omkring 89 kilometer nordost om det centrala stadsdistriktet Yuzhong. Antalet invånare är 40 328. Befolkningen består av 19 649 kvinnor och 20 679 män. Barn under 15 år utgör 20,0 %, vuxna 15-64 år 66 %, och äldre över 65 år 13,0 %.